# Paul Norell
Pour les articles homonymes, voir Norell.
Paul Norell, né le 11 février 1952 à Londres, est un acteur anglais habitant en Nouvelle-Zélande.

## Filmographie
- 2003 : Le Seigneur des anneaux : Le Retour du roi : le roi de l'armée des Morts